# Anna Louise Strong
Anna Louise Strong (24 novembre 1885 - 29 mars 1970 à Pékin) est une journaliste américaine du XXe siècle et une militante. Amie de nombreux dirigents chinois, dont Soong May-ling, l'épouse de Tchang Kaï-chek, elle est plus connue pour ses écrits et son soutien pour les mouvements communiste de l'Union sovietique et de la république populaire de Chine. 

## Critiques
Dans l'ouvrage Tibet, Tibet : Une histoire personnelle d'un pays perdu, l'écrivain britannique Patrick French écrit que dans les années 1960 et 70, les sympathisants communistes venaient visiter le Tibet en se félicitant de la politique qu'y menait Pékin. Pierre Ryckmans, sous le pseudonyme de Simon Leys, fut le premier à dénoncer ce phénomène dans Ombres chinoises publié en 1974. Jusqu’au début des années 1980, personne ne pouvait visiter le Tibet sans un visa spécial de Pékin. Cette situation a conduit à la publication d’ouvrages, que Patrick French qualifie de « honteux tant ils sont mensongers », dont l'ouvrage When Serfs Stood Up in Tibet d'Anna Louise Strong.
Selon John Powers, son ouvrage When Serfs Stood Up in Tibet utilise les termes de la propagande chinoise et a été publié par le gouvernement chinois.

## Publications
- One-fifth of mankind, Modern age books ; no. 69. New York: Modern Age Books, 1938
- Tibetan Interviews, New World Press, Peking, 1959
- When Serfs Stood Up, New World Press, Peking, 1960
- Lettres de Chine, Pékin, Nouveau monde, 1964-1965?
- L'Espagne en armes, Éditions Critiques, 2019.